# Belvita

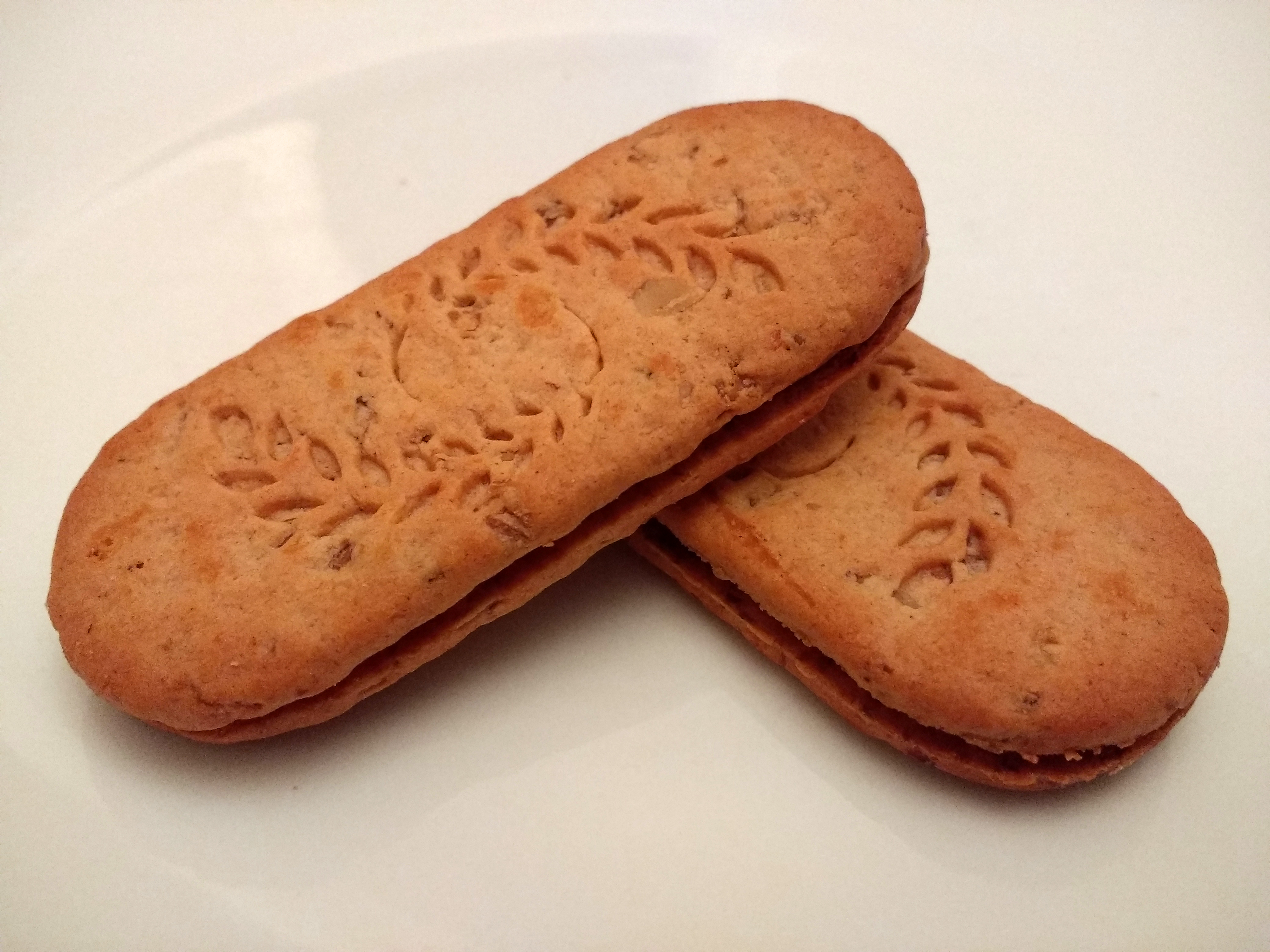
Печиво Бельвіта(шоколадне)

Belvita, BelVita (укр. Бельвіта) — печиво, створене для сніданку. Бельвіта імпортується у 16 країнах світу, зокрема в Австралії, Бельгії, Великій Британії, США, Новій Зеландії, Нідерландах, Франції. 

## Склад продукту
Бельвіта складається з цільних злаків і є джерелом складних вуглеводів, які поступово засвоюються організмом, а також джерелом вітамінів B1 та B3, заліза та магнію. Продукт не містить штучних барвників та підсолоджувачів.

## Різновиди

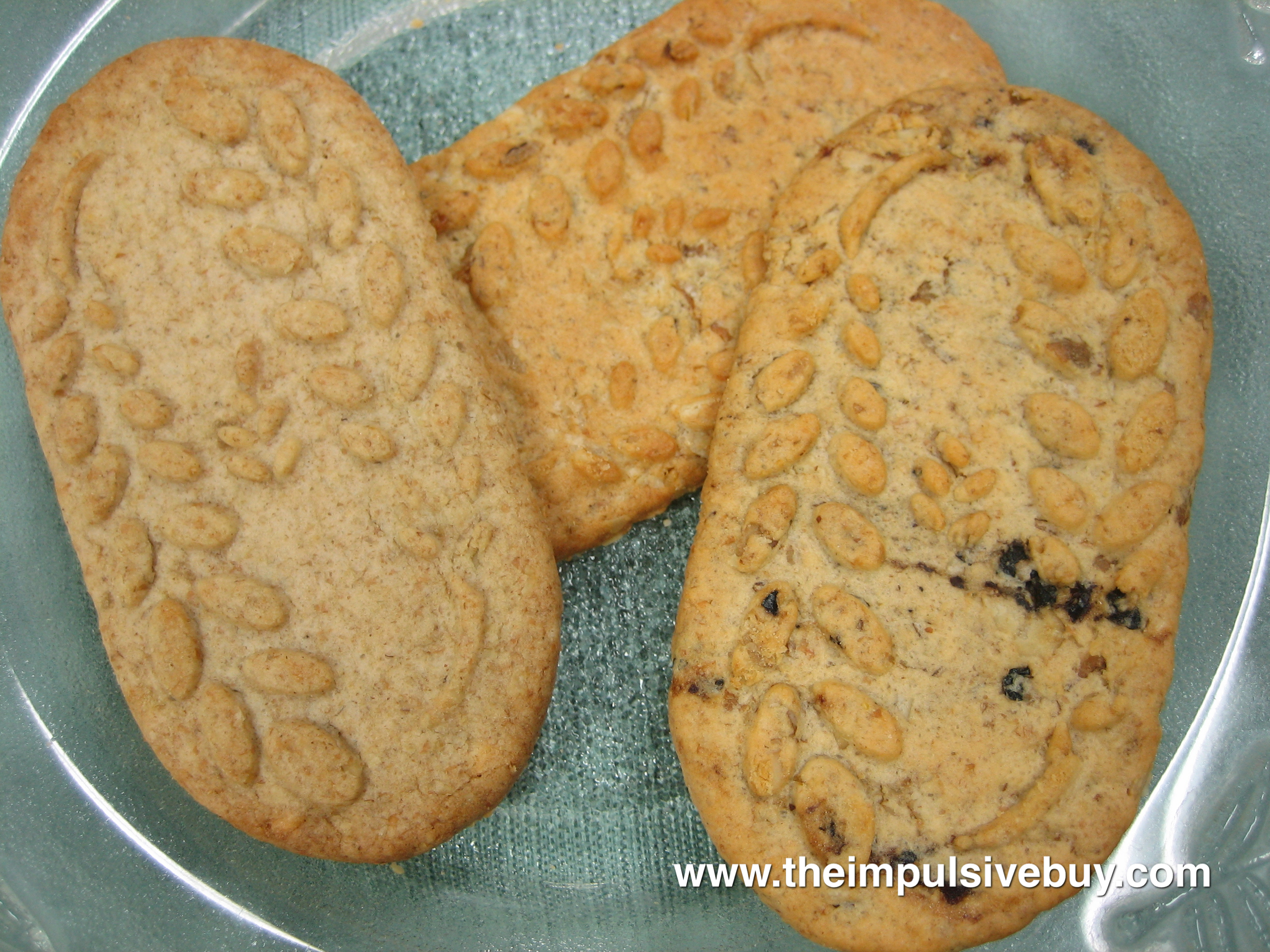
Печиво Бельвіта

В Україні печиво представлене трьома смаками: BelVita мультизлакове, BelVita зі шматочками шоколаду та BelVita з медом та горіхами. Ці три смаки найбільше відповідають уподобанням українців.